# Сипа
Сипа (бел. Сіпа) — река в Белоруссии, левый приток Щары. Протекает по территории Гродненской области.
Длина реки — 26 км. Площадь водосбора 147 км². Средний наклон водной поверхности 1,7 ‰.
Река берёт начало около деревни Грабово Зельвенского района. Генеральное направление течения — север. Верхнее течение проходит по Зельвенскому району, среднее и нижнее по Мостовскому району.
Река течёт в пределах Слонимской возвышенности. В среднем течении протекает озеро Озерянское. Русло на протяжении 9 км канализировано: от деревни Букштово до деревни Малые Озерки (3 км) и ниже озера Озеранское вплоть до деревни Бояры (6 км). Пойма до озера почти на всем протяжении заболоченная.
Именованых притоков не имеет, принимает сток из мелиоративных каналов. Протекает посёлок Деречин и деревни Грабово, Алексичи, Котчино, Букштово, Большие и Малые Озерки, Бояры, Задворье.
Впадает в Щару у деревни Песчанка Мостовского района.